# アントニオ・ミリッチ
アントニオ・ミリッチ（Antonio Milić、1994年3月10日 - ）は、クロアチア・スプリト出身のサッカー選手。レフ・ポズナン所属。ポジションはディフェンダー。

## クラブ経歴
2002年からHNKハイドゥク・スプリトの下部組織でサッカーを学び、2011年11月26日、プルヴァHNLのHNKシベニク戦でトップチームデビューを果たした。2012-13シーズンからトップチーム登録の選手として出場機会を掴み始め、2014-15シーズンの冬にクラブを退団するまで公式戦通算69試合に出場し、7得点を挙げた。
2014年12月20日、ベルギー・プロリーグに所属していたKVオーステンデに移籍した。2017-18シーズンにはリーグ戦35試合で1得点を挙げ、シーズン終了後にRSCアンデルレヒトへ引き抜かれた。
2019年8月30日、昨シーズンに降格してセグンダ・ディビシオンに所属していたラージョ・バジェカーノへ1シーズンの間レンタル移籍をした。
2021年1月10日、フリーでレフ・ポズナンに加入し、2年契約を結んだ。

## 代表経歴
2009年からクロアチアの各世代別代表で経験を積み、2018 FIFAワールドカップ終了後の2018年9月6日、親善試合のポルトガル代表戦にてクロアチア代表デビューを飾った。

## タイトル

### クラブ
HNKハイドゥク・スプリト
- フルヴァツキ・ノゴメトニ・クプ : 1回 (2012-13)

レフ・ポズナン
- エクストラクラサ : 1回 (2021-22)